# اولد کاتون
اولد کاتون (به انگلیسی: Old Catton) یک روستا و محله مدنی در بریتانیا است که در Broadland واقع شده‌است. اولد کاتون ۲٫۳۳ کیلومتر مربع مساحت و ۶٬۱۰۸ نفر جمعیت دارد.